# 九龍巴士3S線
九龍巴士3S線是香港九龍的一條節日循環巴士路線，來往鑽石山站及鑽石山火葬場和墳場（實際上是以旁邊的富山總站作循環點），只於清明節、重陽節提供服務。

## 歷史
- 1991年10月16日：3S線投入服務，循環來往鑽石山站及鑽石山火葬場，全以空調巴士行走。[2]
- 2009年：循環點改為富山巴士總站。
- 2015年10月21日：往鑽石山鐵路站方向取消蒲崗村道「富山邨」站。[3]
- 2022年3月：受新型冠狀病毒肺炎疫情影響，2022年清明節期間不設服務。

## 服務時間及班次
| 鑽石山站開 | 鑽石山站開  | 鑽石山站開   |
| 日期       | 服務時間    | 班次（分鐘） |
| ---------- | ----------- | ------------ |
| 清明節期間 | 08:00-08:42 | 7            |
| 清明節期間 | 08:42-10:00 | 6            |
| 清明節期間 | 10:00-11:00 | 5            |
| 清明節期間 | 11:00-12:06 | 5／6         |
| 清明節期間 | 12:06-13:00 | 6            |
| 清明節期間 | 13:00-17:00 | 7／8         |
| 清明節期間 | 17:00-18:00 | 10           |
| 重陽節期間 | 08:00-09:31 | 7            |
| 重陽節期間 | 09:31-10:55 | 6            |
| 重陽節期間 | 10:55-11:50 | 5／6         |
| 重陽節期間 | 11:50-12:00 | 5            |
| 重陽節期間 | 12:00-12:56 | 8            |
| 重陽節期間 | 12:56-14:48 | 7            |
| 重陽節期間 | 14:48-15:20 | 8            |
| 重陽節期間 | 15:20-18:00 | 10           |

因應乘客需求，實際開出之班次可能較編定班次頻密，亦會在上述服務時段以下加開額外班次。

## 收費
全程：$5.4
| - 本線設有12歲以下小童及65歲或以上長者半價優惠。 - 65歲或以上香港居民使用「樂悠咭」，以及12歲以下合資格殘疾兒童使用「殘疾人士身份」個人八達通繳付車資，均可享有每程$2.0或半價（以較低者為準）的票價優惠；12至64歲合資格殘疾人士使用「殘疾人士身份」個人八達通（包括「樂悠咭」），以及60至64歲香港居民使用「樂悠咭」繳付車資，均可享有每程$2.0或全費（以較低者為準）的票價優惠。 - 65歲或以上長者如使用長者或一般個人八達通繳付車資，則只可享有半價優惠；12至64歲合資格殘疾人士如不使用「殘疾人士身份」個人八達通，以及60至64歲人士如不使用「樂悠咭」繳付車資，必須繳付全費。 - 乘客可以現金或八達通於上車時付款，不設找續。 - 每位成人乘客可免費攜帶最多兩名4歲以下而不佔座位的兒童乘客乘車，超額之4歲以下小童必須繳付小童車費乘車。 - 持有「九巴月票」之乘客在車票有效期內，每日可享最多10程任何九龍巴士及龍運巴士路線（包括本路線，以及聯營路線的九龍巴士／龍運巴士提供的班次；惟乘搭機場「A」及「NA」線則可享原價二七折優惠（不會計算每天10次合資格車程））；而B1線則每日可享最多各2程（不會計算每天10次合資格車程）。 - 九龍巴士、城巴、龍運巴士及陽光巴士全職員工及家屬（不包括外判職員）可免費乘搭本路線，惟必須拍職員或職員家屬八達通。 - 乘客亦可透過多元化電子支付系統（e度嘟）繳付車資，包括使用非接觸式VISA卡、JCB卡、萬事達卡、銀聯卡、美國運通、大來國際、Discover Card、Apple Pay、Google Pay、Samsung Pay、AlipayHK「易乘碼」、支付寶、WeChatHK／微信支付「搭車碼」、銀聯雲閃付「乘車碼」及BOC Pay「乘車碼」。乘客使用此付款方式，使用此支付方式的乘客可享有中途下車之分段收費，以及與其他九巴／龍運獨營路線或聯營線九巴／龍運班次之轉乘優惠，惟不適用於與非九巴／龍運路線之轉乘優惠，亦不能享有「公共交通費用補貼計劃」及「長者及合資格殘疾人士公共交通票價優惠計劃」。 |

## 行車路線
經：龍蟠街、鳳德道、蒲崗村道、斧山道、斧山道迴旋處、鳳德道、蒲崗村道及龍蟠街。

### 沿線車站

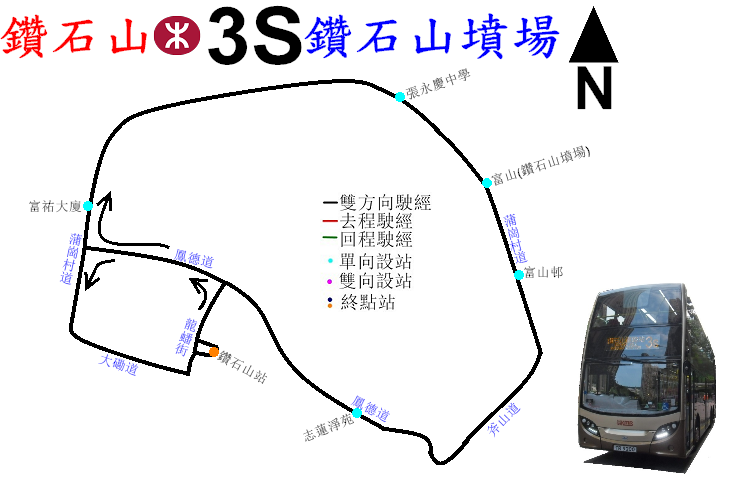
此線的走線圖

| 鑽石山站開 | 鑽石山站開           | 鑽石山站開   |
| 序號       | 車站名稱             | 位置         |
| ---------- | -------------------- | ------------ |
| 1          | 鑽石山站             | 龍蟠街       |
| 2          | 富祐大廈             | 蒲崗村道     |
| 3          | 保良局第一張永慶中學 | 蒲崗村道     |
| 4          | 富山巴士總站         | 富山巴士總站 |
| 6          | 志蓮淨苑             | 鳳德道       |
| 7          | 鑽石山站             | 龍蟠街       |

## 更多
關於本線的愛好者資料，如車牌資料、主觀性客量描述，請查閲 香港巴士大典上的相关条目：九巴3S線。